# Чемпионат Америки по международным шашкам
Чемпионат Америки по международным шашкам (также панамериканский чемпионат) — соревнование по шашкам, которое проводится Панамериканской конфедерацией шашек (PAMDCC). Первый чемпионат прошёл в 1980 году в Парамарибо Суринам. Победителем стал Бернард Робиллард из Гаити. Проводится раз в два года. В 2020 году не проводился из-за пандемии Covid-19. С 2022 года проводится и в формате блиц. Действующая чемпион представитель Бразилии Аллан Силва (пятый титул).

## Призёры
| Призёры Чемпионатов Америки по международным шашкам среди мужчин | Призёры Чемпионатов Америки по международным шашкам среди мужчин | Призёры Чемпионатов Америки по международным шашкам среди мужчин | Призёры Чемпионатов Америки по международным шашкам среди мужчин | Призёры Чемпионатов Америки по международным шашкам среди мужчин | Призёры Чемпионатов Америки по международным шашкам среди мужчин |
| ---------------------------------------------------------------- | ---------------------------------------------------------------- | ---------------------------------------------------------------- | ---------------------------------------------------------------- | ---------------------------------------------------------------- | ---------------------------------------------------------------- |
| Год                                                              | Место                                                            | Золото                                                           | Серебро                                                          | Бронза                                                           | Форма соревнований                                               |
| 1980                                                             | Парамарибо,                                                      | Бернард Робиллард                                                | Исер Куперман                                                    | Анатолий Вельтман                                                | турнир по круговой системе                                       |
| 1981                                                             | Порт-о-Пренс,                                                    | Владимир Каплан                                                  | Анатолий Вельтман                                                | Эдуард Аутар                                                     | турнир по круговой системе                                       |
| 1983                                                             | Филадельфия,                                                     | Исер Куперман                                                    | Владимир Каплан                                                  | Эдуард Аутар                                                     | турнир по круговой системе                                       |
| 1985                                                             | Итиютаба,                                                        | Исер Куперман                                                    | Хосе Леандро                                                     | Эдуард Аутар                                                     | турнир по круговой системе                                       |
| 1987                                                             | Ампару,                                                          | Исер Куперман                                                    | Джон Садик                                                       | Хосе Силва                                                       | турнир по круговой системе                                       |
| 1992                                                             | Виллемстад,                                                      | Александр Могилянский                                            | Исер Куперман                                                    | Куссель Франсуа                                                  | турнир по круговой системе                                       |
| 1994                                                             | Гояния,                                                          | Гуно Бурлесон                                                    | Исер Куперман                                                    | Джон Садик                                                       | турнир по круговой системе                                       |
| 1995                                                             | Агуас-ди-Линдоя,                                                 | Исер Куперман                                                    | Евгений Скляров                                                  | Куссель Франсуа                                                  | турнир по круговой системе                                       |
| 1997                                                             | Парамарибо,                                                      | Гуно Бурлесон                                                    | Александр Могилянский                                            | Исер Куперман                                                    | турнир по круговой системе                                       |
| 1999                                                             | Виллемстад,                                                      | Йохан Костер                                                     | Исер Куперман                                                    | Колман Турий                                                     | турнир по круговой системе                                       |
| 2002                                                             | Сент-Эндрю,                                                      | Владимир Вейцман                                                 | Кельвин Адам Андалл                                              | Франц Форбин                                                     | турнир по круговой системе                                       |
| 2004                                                             | Кап-Аитьен,                                                      | Энтони Александер                                                | Луис Вонг                                                        | Пьер Рикардо                                                     | турнир по круговой системе                                       |
| 2005                                                             | Монреаль,                                                        | Александр Могилянский                                            | Луис Вонг                                                        | Хосе Силва                                                       | турнир по круговой системе                                       |
| 2007                                                             | Сан-Паулу,                                                       | Пьер Рикардо                                                     | Хосе Силва                                                       | Александр Рудницкий                                              | турнир по круговой системе                                       |
| 2009                                                             | Сан-Каэтану-ду-Сул,                                              | Пьер Рикардо                                                     | Джон Садик                                                       | Вивейрос Брандао Жогао Батиста                                   | швейцарская система                                              |
| 2011                                                             | Виллемстад,                                                      | Аллан Силва                                                      | Александр Могилянский                                            | Гуно Бурлесон                                                    | турнир по круговой системе                                       |
| 2013                                                             | Порт-оф-Спейн,                                                   | Аллан Силва                                                      | Николас Деривал                                                  | Анхель Мехея                                                     | турнир по круговой системе                                       |
| 2015                                                             | Сан-Себастьян,                                                   | Аллан Силва                                                      | Франц Форбин                                                     | Гуно Бурлесон                                                    | швейцарская система в 9 раундов                                  |
| 2016                                                             | Агуас-ди-Линдоя,                                                 | Аллан Силва                                                      | Сулейман Кейта                                                   | Марсио Кабрал                                                    | швейцарская система в 9 раундов                                  |
| 2018                                                             | Виллемстад,                                                      | Гуно Бурлесон                                                    | Аллан Силва                                                      | Дерби Мартес                                                     | швейцарская система в 9 раундов                                  |
| 2022                                                             | Санто-Доминго,                                                   | Сен Жюст Макенди                                                 | Луи Тальен                                                       | Анхель Мехея                                                     | швейцарская система в 9 раундов                                  |
| 2024                                                             | Сан-Хосе,                                                        | Аллан Силва                                                      | Сулейман Кейта                                                   | Александр Рудницкий                                              | швейцарская система в 9 раундов                                  |

### Блиц
| Год  | Место          | Золото           | Серебро         | Бронза          | Форма соревнований              |
| 2011 | Виллемстад,    | Аллан Силва      | Евгений Скляров | Франц Форбин    | круговая система                |
| 2022 | Санто-Доминго, | Сен Жюст Макенди | Луи Тальен      | Анхель Мехея    | швейцарская система в 9 раундов |
| 2024 | Сан-Хосе,      | Аллан Силва      | Сулейман Кейта  | Ариеф Саларбакс | швейцарская система в 9 раундов |

### Команды
| Год  | Место | Золото                                                        | Серебро                                       | Бронза                                                             | Форма соревнований |
| 1996 |       | США · Евгений Скляров · Исер Куперман · Александр Могилянский | Гаити · Джордж Олиус · Куссель Франсуа · [[]] | Бразилия · Женалду Гонзага Силва · Вивейруш Брандао · Лелиу Маркос | круговая система   |
| 1999 |       | Кюрасао · Карлос Лоревил · Рауль Алиас · Рудсел Волф          |                                               |                                                                    |                    |

### Команды (рапид)
| Номер | Год  | Место   | Золото                                                                                  | Серебро                                                                                      | Бронза                                                                                               | Форма соревнований  |
| 1     | 2024 | Гренада | Гренада-1 · Ричард Гиббон · Че Джозеф · Дуайт Кларк · Бевин Найак · Кельвин Адам Эндалл | Сент-Люсия · Энтони Гомес · Иеремия Амакуса · Сэмюэл Эустатиа · Бернард Уиллок · Марвин Грей | Антигуа и Барбуда · Энтони Спрингер · Эдгар Фрэнсис · Каллисте Людовик · Симеон Филипп · Эрл Кашемир | Двухкруговой турнир |